# 御所神社 (尾花沢市)
尾花沢市近郊には、いくつか御所神社が存在するが、本項では正厳にある御所神社について記述する。
御所神社（ごしょじんじゃ）は、山形県尾花沢市正厳にある神社である。「御所宮」とも称され、旧社格は郷社。

## 祭神
祭神は順徳天皇であるが、丹生川や御所山にまつわる水神、農業神も合わせて崇拝している。摂社には、修験道の創始者である役小角を祭神としているものがあり、当神社が、かつては御所山にまつわる修験道の拠点だったことを偲ばせる。

## 歴史
創建年次は不詳。「社記」によると、佐渡に流されその地で崩じた順徳天皇に供奉していた阿部常次郎頼時という北面武士が、丹生川の水上御所で故院の尊顔を拝し、当地に霊廟を建立し、御所山の神として祀ったのに始まると伝える。また、阿部頼時が密かに順徳天皇を佐渡から脱出させて御所山に奉じ、その後麓に移り住んで宮沢の地を御所と定め、崩御するまでこの地に隠棲したという伝承も伝わっている。それによると、当神社がある地は、順徳天皇の御所があったことから「正厳」と名付け、近くには順徳天皇の御陵と伝えられる「王子塚」が存在する（御所山の直麓にあたる尾花沢市鶴子にも同種の伝説を有する同名神社があり、屋敷平、御所宮、アマブタといった地名も残されている）。阿部頼時は、寛元4年（1246年）の順徳天皇の崩御後に法師となって当神社を創建し、頼時の末裔が代々神社の管理を行ったという。
一方、これとは別に、「丹生都比売」（にうつひめ）に縁起を求める説もある。当地では丹生都比売は稚日女命のことであると伝え、句呉王太伯の末裔で日本に渡来したが、素戔嗚尊の狼藉により、機織器で陰部を串刺しにされて亡くなった天の服織女であり、素戔嗚尊の姉天照大神がその報に接し、天岩戸に引きこもった原因となった女神であるとされている。当神社一帯は、古来より「丹生」と呼ばれているが、丹は弁柄の原料で、朱色を作り出す赤色顔料であり、「丹生」とは水銀を含む赤土（丹）が採掘される場所のことである。丹の採掘される地には丹生都比売神が祀られることが多いが、高野山の丹生都比売神社など、修験道と関係するものであることが知られ、また水神である水分神（みくまりのかみ）としても修験道に縁の深い神である。
神仏習合の時代は、丹生山普明院神宮寺という別当寺があり、吉野山金峯山寺を本山とする吉野派に属し、神宮寺と、尾花沢にある修験3寺で山岳修験の山である御所山の管理を行っていた。
明治時代になると、神仏分離により寺号を廃して神社となり、明治6年（1873年）に郷社に列した。

## 社殿
- 本殿は流造
- 鳥居

## アクセス
尾花沢市街地の北東部にある正厳にある。山形県道28号尾花沢最上線で尾花沢市街地から5分ほど。

## 周辺
- 山刀伐峠
- 延沢城
- 銀山温泉